# Arno Wellerdieck

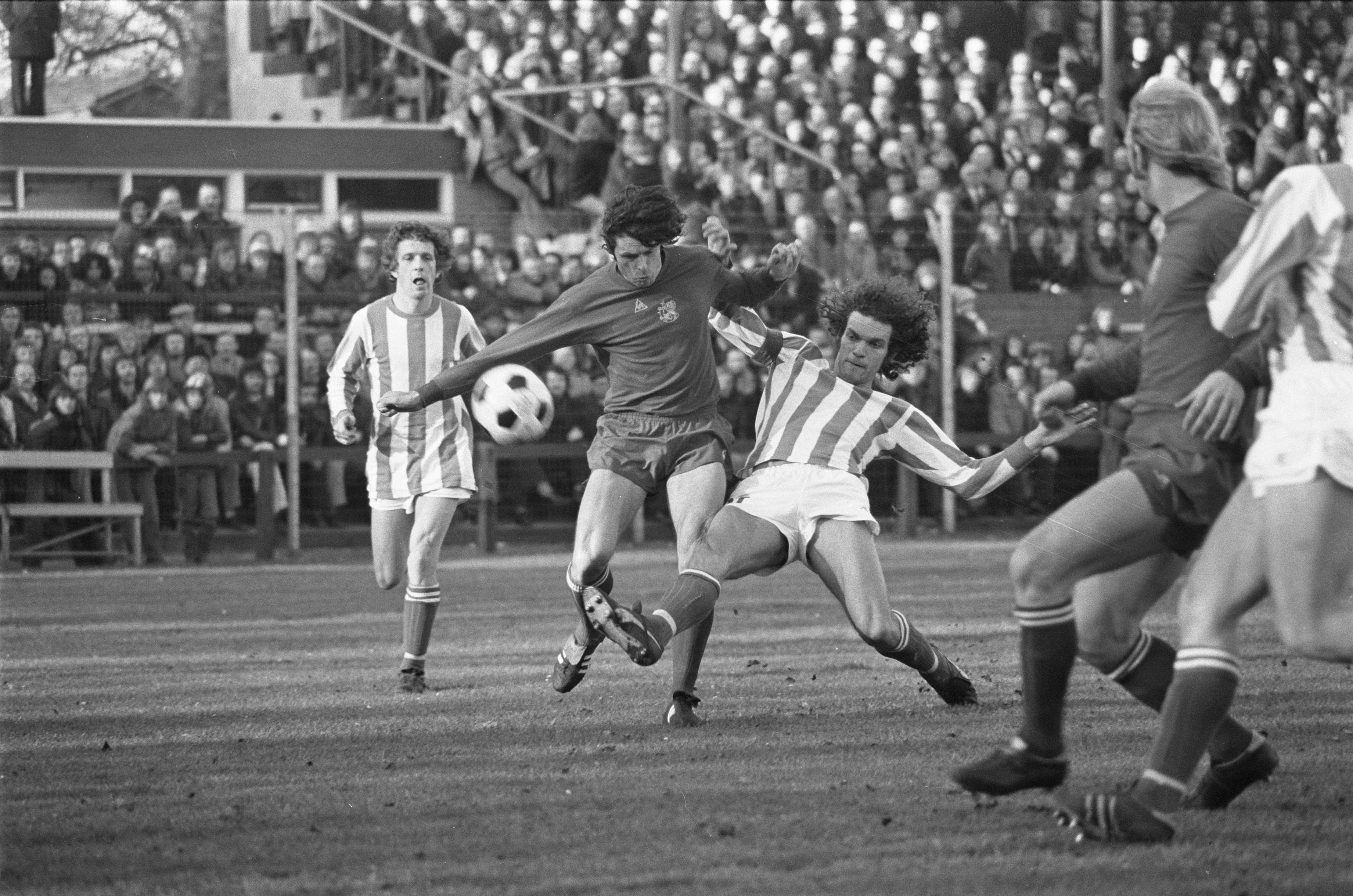
Arno Wellerdieck namens FC Wageningen in duel met Wim Suurbier van Ajax

Arno Wellerdieck (De Bilt, 7 februari 1947) is een voormalig voetballer van DOS, FC Wageningen en Telstar.
Wellerdieck, afkomstig van BVC uit zijn geboorteplaats De Bilt, maakte zijn debuut in de eredivisie bij DOS. 
Na de fusie met Elinkwijk en Velox maakt de libero ook deel uit van de selectie van de nieuwe club FC Utrecht.
Hier komt hij echter niet aan spelen toe, waarna hij vertrekt naar FC Wageningen. Met die club wint hij in 1974 de nacompetitie van de eerste divisie.
Een jaar later volgt alweer degradatie met de Wageningers, maar in 1976 keert Wellerdieck terug op het hoogste niveau bij Telstar. Aan het eind van zijn tweede seizoen in Velsen is Wellerdieck door aanhoudend blessureleed gedwongen zijn voetballoopbaan te beëindigen.